# Face the Truth (John Norum)
Face the Truth è il secondo disco solista di John Norum, attuale chitarrista degli Europe, edito nel 1992 dalla Shrapnel Records.

## L'album
L'album annovera la presenza di Glenn Hughes (ex-Deep Purple e Black Sabbath) in qualità di cantante e di Peter Baltes (bassista storico di Accept e Dokken) al basso elettrico; tuttavia la vera rivelazione è la prestazione di John Norum, perfettamente a proprio agio sia nelle ovvie vesti di chitarrista e compositore che dietro al microfono in Night Buzz, Opium Trail (cover dei Thin Lizzy tratta dall'album Bad Reputation), e in duetto con Joey Tempest in We Will Be Strong.
Altra cover, stavolta tratta dal primo album del progetto Hughes/Thrall, cantata anche nell'originale dallo stesso Glenn Hughes, è Still The Night.

## Tracce
1. Face The Truth (Norum/Hughes) - 4:17
2. Night Buzz (Norum/Hildén/Meldrum) - 3:22
3. In Your Eyes (Norum/Baltes/Hughes) - 3:45
4. Opium Trail (Gorham/Lynott/Downey) - 4:00
5. We Will Be Strong (Norum/Tempest/Haggerty) - 4:12
6. Good Man Shining (Norum/Hughes/Hoglund/Attaque/Broman) - 3:04
7. Time Will Find The Answer (Norum/White/Hughes) - 5:02
8. Counting On Your Love (Norum/Hughes/Tempest/Edman/Hermansson) - 3:16
9. Endica (Norum/Baltes) - 2:44
10. Still The Night (Hughes/Thrall) - 3:58
11. Distant Voices (Norum/White/Baltes/Hughes) - 5:46

## Formazione
- John Norum - chitarre e voce
- Glenn Hughes - voce
- Peter Baltes - basso
- Henrik Hildén - batteria

### Altri musicisti
- Joey Tempest - voce
- Billy White - chitarra
- John Schreiner - tastiere
- Andy Lorber - cori
- Mikkey Dee - batteria

## Videoclip
- We Will Be Strong